# Ingemar Stenmark
Ingemar Stenmark, né le 18 mars 1956 à Joesjö (commune de Storuman, Suède), est un skieur alpin suédois. Il est considéré comme l'un des meilleurs skieurs alpins de l'Histoire, ainsi que l'atteste son palmarès : double champion olympique à Lake Placid en 1980, cinq titres de champion du monde, trois gros globes de cristal, et plusieurs records absolus : huit petits globes du slalom et autant en géant, et surtout quatre-vingt-six succès en Coupe du monde : quarante en slalom et quarante-six en géant. Sa domination est telle sur les épreuves techniques du ski alpin, sur une décennie qui va du milieu des années 1970 au milieu des années 1980, qu'il réussit par exemple lors de la saison 1978-1979 à rester invaincu en slalom géant, remportant les dix courses au programme, et à signer cette année-là un record de treize victoires seulement égalé par Hermann Maier en 2000-2001, puis par Marcel Hirscher en 2017-2018 et par Marco Odermatt en 2022-2023.

## Biographie

Ingemar Stenmark à la fin des années 1980.

Né en 1956 à Joesjö, dans la Laponie suédoise, Stenmark déménage avec sa famille à Tärnaby alors qu'il a quatre ans et fréquente le club de ski de Tärna IK Fjällvinden. Il devient voisin de Stig Strand, autre skieur alpin qui remportera une épreuve de coupe du monde. Il débute en ski alpin à l'âge de cinq ans et gagne son premier titre national à huit ans.
Avec ses 86 victoires en coupe du monde, il se situe très loin devant le deuxième meilleur skieur, l'autrichien Marcel Hirscher, qui compte 68 victoires.
Stenmark ne s'imposa que dans deux disciplines : le géant et le slalom. Mal à l'aise dans les épreuves de vitesse, il ne disputa qu'une seule course, la descente de Kitzbühel en janvier 1981, et termina dans les profondeurs du classement. Ce point faible dans son palmarès (ainsi qu'en super G, qui existait à peine à l'époque) pourrait lui faire perdre le titre officieux de meilleur skieur de l'Histoire, s'il n'avait pas dans ses exploits la particularité technique d'avoir remporté des slaloms sur les trois générations de piquets (en bois, en plastique et sur rotules).
Il a gagné à trois reprises le classement général de la coupe du monde, en 1976, 1977 et 1978. Sa domination fut totale dans les épreuves techniques avec 8 victoires dans le classement du géant entre 1975 et 1984 et 8 victoires dans le classement du slalom entre 1975 et 1983.
Il est le détenteur du plus grand écart entre le 1er et le second jamais réalisé dans une épreuve de coupe du monde de ski (slalom géant de Jasná en 1979, reléguant Bojan Križaj à 4 secondes et 6 centièmes).
Ingemar Stenmark  a également remporté deux titres olympiques (géant et slalom à Lake Placid en 1980) et cinq titres mondiaux (géant et slalom à Garmisch en 1978 ainsi qu'à Lake Placid en 1980 et le slalom à Schladming en 1982). Il n'a pu s'aligner aux Jeux olympiques de Sarajevo en 1984 en raison de son statut professionnel mais refit une apparition en 1988 à Calgary.
Côté récompenses, Stenmark a gagné le Svenska Dagbladets guldmedalj en 1975 et 1978 (récompense partagée cette année avec le joueur de tennis Björn Borg) et a été l'un des rares non-norvégiens à remporter la Médaille Holmenkollen en 1979. En 2006, ses pairs l'ont élu lors d'un vote organisé par L'Équipe magazine Skieur du siècle devant Jean-Claude Killy et Toni Sailer dans une quasi-unanimité.
En 2015, il participe et remporte la 10e édition de Let's Dance, la version suédoise de Danse avec les stars.

## Palmarès

### Jeux olympiques
| Édition / Épreuve   | Descente | Super G                          | Slalom géant | Slalom  | Combiné                          |
| ------------------- | -------- | -------------------------------- | ------------ | ------- | -------------------------------- |
| JO 1976 Innsbruck   | —        | Épreuve inexistante à cette date | Bronze       | Abandon | Épreuve inexistante à cette date |
| JO 1980 Lake Placid | —        | Épreuve inexistante à cette date | Or           | Or      | Épreuve inexistante à cette date |
| JO 1988 Calgary     | —        | —                                | Abandon      | 5e      | —                                |

### Championnats du monde
| Édition / Épreuve                    | Descente | Super G                          | Slalom géant | Slalom  | Combiné |
| ------------------------------------ | -------- | -------------------------------- | ------------ | ------- | ------- |
| Mondiaux 1974 Saint-Moritz           | —        | Épreuve inexistante à cette date | 9e           | Abandon | —       |
| Mondiaux 1976 Innsbruck              | —        | Épreuve inexistante à cette date | Bronze       | Abandon | —       |
| Mondiaux 1978 Garmisch-Partenkirchen | —        | Épreuve inexistante à cette date | Or           | Or      | —       |
| Mondiaux 1980 Lake Placid            | —        | Épreuve inexistante à cette date | Or           | Or      | —       |
| Mondiaux 1982 Schladming             | —        | Épreuve inexistante à cette date | Argent       | Or      | —       |
| Mondiaux 1985 Bormio                 | —        | Épreuve inexistante à cette date | Abandon      | 4e      | —       |
| Mondiaux 1987 Crans-Montana          | —        | —                                | 10e          | 5e      | —       |
| Mondiaux 1989 Vail                   | —        | —                                | 6e           | Abandon | —       |

### Coupe du monde
- Vainqueur du classement général en 1976, 1977 et 1978
  - Vainqueur de la coupe du monde de géant à 8 reprises en 1975, 1976, 1977, 1978, 1979, 1980, 1981 et 1984, record
  - Vainqueur de la coupe du monde de slalom à 8 reprises en 1975, 1976, 1977, 1978, 1979, 1980, 1981 et 1983, record
- 86 victoires (46 en géant et 40 en slalom), record.
- 155 podiums (72 en géant, 82 en slalom et 1 en combiné). Ingemar Stenmark possède le record de podiums en géant et en slalom. Au cours de sa carrière, il a également terminé une fois troisième d'un combiné.

Le tableau suivant retrace les performances de Stenmark en coupe du monde, il n'y a pas de classement de descente et de super G car il n'y a jamais pris part.
| Saison/Classement | Général | Général | Géant  | Géant  | Slalom | Slalom | Combiné | Combiné |
| Saison/Classement | Class.  | Points  | Class. | Points | Class. | Points | Class.  | Points  |
| ----------------- | ------- | ------- | ------ | ------ | ------ | ------ | ------- | ------- |
| 1973-1974         | 12e     | 62      | 6e     | 37     | 6e     | 51     | -       | -       |
| 1974-1975         | 2e      | 245     | 1er    | 115    | 1er    | 110    | -       | -       |
| 1975-1976         | 1er     | 249     | 1er    | 88     | 1er    | 125    | -       | -       |
| 1976-1977         | 1er     | 339     | 1er    | 115    | 1er    | 125    | -       | -       |
| 1977-1978         | 1er     | 150     | 1er    | 120    | 1er    | 115    | -       | -       |
| 1978-1979         | 5e      | 150     | 1er    | 125    | 1er    | 119    | -       | -       |
| 1979-1980         | 2e      | 250     | 1er    | 125    | 1er    | 125    | -       | -       |
| 1980-1981         | 2e      | 260     | 1er    | 125    | 1er    | 120    | 15e     | 15      |
| 1981-1982         | 2e      | 211     | 2e     | 101    | 2e     | 110    | -       | -       |
| 1982-1983         | 2e      | 218     | 2e     | 100    | 1er    | 110    | 23e     | 8       |
| 1983-1984         | 2e      | 230     | 1er    | 115    | 2e     | 115    | -       | -       |
| 1984-1985         | 6e      | 135     | 10e    | 49     | 3e     | 78     | 25e     | 8       |
| 1985-1986         | 5e      | 196     | 2e     | 96     | 2e     | 100    | -       | -       |
| 1986-1987         | 6e      | 134     | 7e     | 58     | 2e     | 96     | -       | -       |
| 1987-1988         | 21e     | 58      | 9e     | 37     | 16e    | 21     | -       | -       |
| 1988-1989         | 17e     | 79      | 4e     | 67     | 21e    | 12     | -       | -       |

| Saison / Épreuve | Slalom                                                                     | Slalom géant                                                                                        | Total |
| ---------------- | -------------------------------------------------------------------------- | --------------------------------------------------------------------------------------------------- | ----- |
| 1974-1975        | Madonna di Campiglio Wengen                                                | Naeba Garibaldi Sun Valley                                                                          | 5     |
| 1975-1976        | Vipiteno Wengen Kitzbühel Copper Mountain Aspen                            | Zwiesel                                                                                             | 6     |
| 1976-1977        | Laax Berchtesgaden Kitzbühel Wengen Sankt Anton Voss Åre                   | Sun Valley Åre Sierra Nevada                                                                        | 10    |
| 1977-1978        | Madonna di Campiglio Oberstaufen Zwiesel                                   | Val d'Isère Madonna di Campiglio Zwiesel Arosa                                                      | 7     |
| 1978-1979        | Kranjska Gora Åre Furano                                                   | Schladming Kranjska Gora Courchevel Adelboden Steinach Jasná Åre Lake Placid Heavenly Valley Furano | 13    |
| 1979-1980        | Madonna di Campiglio Chamonix Waterville Valley Cortina d'Ampezzo Saalbach | Val d'Isère Madonna di Campiglio Adelboden Mont Sainte-Anne Cortina d'Ampezzo Saalbach              | 11    |
| 1980-1981        | Madonna di Campiglio Kitzbühel Sankt Anton Oslo                            | Madonna di Campiglio Morzine Adelboden Schladming Voss Åre                                          | 10    |
| 1981-1982        | Bad Wiessee Kitzbühel                                                      | Morzine Adelboden Kirchberg in Tirol                                                                | 5     |
| 1982-1983        | Courmayeur Kitzbühel Le Markstein                                          | Todtnau Gällivare                                                                                   | 5     |
| 1983-1984        | Courmayeur Madonna di Campiglio Parpan                                     | Adelboden Kirchberg in Tirol Borovets Vail                                                          | 7     |
| 1985-1986        | Sankt Anton                                                                | Alta Badia Hemsedal Lake Placid                                                                     | 4     |
| 1986-1987        | Sestrières Le Markstein                                                    | –                                                                                                   | 2     |
| 1988-1989        | –                                                                          | Aspen                                                                                               | 1     |
| Total            | 40                                                                         | 46                                                                                                  | 86    |

### Arlberg-Kandahar
- K de diamant
  - Vainqueur des slaloms 1977, 1981 et 1986 à Sankt Anton et 1980 aux Houches

## Distinctions
- Élu meilleur skieur de tous les temps par un jury de l'Équipe Magazine en 2006[5]